# ليندا إم. ماكجي
ليندا إم. ماكجي (بالإنجليزية: Linda M. McGee)‏ هي قاضية ومحامية أمريكية، ولدت في 20 سبتمبر 1949.